# Asilaris jakli
Asilaris jakli là một loài bọ cánh cứng trong họ Cerambycidae.